# Roberta Anastase
Roberta Alma Anastase (pronunciación en rumano: [roˈberta anasˈtase]; 27 de marzo de 1976, Ploieşti) es una política rumana. Fue la primera mujer en ser presidenta de la Cámara de Diputados de Rumanía, cargo que ocupó entre el 19 de diciembre de 2008 y el 3 de julio de 2012.
Es miembro del Partido Demócrata Liberal, afiliado al Grupo del Partido Popular Europeo, y el 1 de enero de 2007 se convirtió en eurodiputada tras la adhesión de Rumanía a la Unión Europea.
En 1996 representó a Rumanía en el concurso de belleza Miss Universo.